# Aviraptor
Aviraptor (łac. avis – ptak, raptor – rabuś, złodziej) – rodzaj ptaków z rodziny jastrzębiowatych (Accipitridae), żyjący w oligocenie (rupel) na terenach dzisiejszej Europy. Gatunkiem typowym jest opisany w 2020 roku przez Geralda Mayra i Jørna Huruma Aviraptor longicrus (łac. longus – długi, crus – goleń), którego holotypem jest prawie kompletny szkielet odkryty na południowym wschodzie Polski (Jamna Dolna).
Aviraptor longicrus był niewielkim przedstawicielem jastrzębiowatych, mniejszym od innych znanych przedstawicieli tej rodziny z paleogenu i porównywalnym rozmiarami z takimi współczesnymi ptakami jak pustułka amerykańska, krogulczyk drobny czy krogulec skromny. Od innych jastrzębiowatych z paleogenu odróżnia go także budowa kończyn tylnych, z wydłużonym i zwężonym skokiem. U A. longicrus stosunek długości kości ramiennej do długości skoku wynosił 0,86:1, podczas gdy u współczesnych jastrzębiowatych wynosi on co najmniej 0,9:1. Współwystępowanie niewielkich rozmiarów ciała i wydłużonych kończyn tylnych upodabnia A. longicrus do współczesnych dziennych ptaków drapieżnych polujących głównie na ptaki, w szczególności do przedstawicieli rodzaju Accipiter. Od przedstawicieli tego rodzaju odróżniał go jednak wydłużony paliczek bliższy drugiego palca stopy, podobny do występujących u przedstawicieli rodzaju Aviceda i Pernis. Dziób A. longicrus był nieznacznie zakrzywiony (podobnie jak u przedstawicieli rodzaju Polyboroides, ale mniej niż u innych współczesnych jastrzębiowatych) i proporcjonalnie krótki (ok. 11,3 milimetra) w stosunku do długości całej czaszki (36,5 milimetra). Proporcjonalnie krótki dziób również jest cechą budowy łączącą Aviraptor z dziennymi ptakami drapieżnymi polującymi głównie na ptaki.
Zdaniem Mayra i Huruma (2020) cechy budowy A. longicrus upodabniające go do przedstawicieli rodzaju Accipiter prawdopodobnie nie dowodzą bliskiego pokrewieństwa tych jastrzębiowatych i wyewoluowały u nich niezależnie, o czym świadczy ich współwystępowanie z cechami budowy szkieletu odróżniającymi A. longicrus od przedstawicieli rodzaju Accipiter, a także wiek A. longicrus, żyjącego miliony lat przed wyodrębnieniem się spośród jastrzębiowatych podrodziny jastrzębi, do którego według badań molekularnych doszło w miocenie, 16–18 milionów lat temu. Mayr i Hurum (2020) uznają za prawdopodobne, że Aviraptor longicrus polował głównie na ptaki. Zdaniem autorów przystosowanie się A. longicrus do polowania na ptaki mogło mieć związek z pojawieniem się w Europie wróblowych na przełomie eocenu i oligocenu.